# Beauty Queens
Бјути Квинс (енгл. Beauty Queens - краљице лепоте, мисице) је била српска женска музичка група, настала у Хелсинкију, престоници Финске, маја 2007. године након победе Марије Шерифовић на Песми Евровизије 2007. Чланице Бјути Квинс певале су пратеће вокале у победничкој песми „Молитва“, и тада је публика почела да се занима за њих. 2008. су учествовале на Беовизији, где су са песмом „Завет“ освојиле треће место.

## Пре бенда
Све чланице бенда су се музички образовале. Сања Богосављевић (рођена 28. јуна 1979. у Београду) постала је позната публици на Беовизији 2006. године, када је као певачица „Бла бла бенда“ (заједно са Аном Миленковић сада бившом чланицом Бјути Квинс) наступила са песмом „Малер“. Те године, група је освојила награду за најбољег дебитанта. Наступили су и на Беовизији 2007. са песмом „Рулет“, али нису поновили прошлогодишњи успех.
Ксенија Милошевић (рођена 1982. у Београду) је дипломирала на Факултету музичке уметности у Београду, одсек виолина, а магистрирала је 2005. године. Од 2001. године налази се на месту заменика концертмајстора Београдске филхармоније, а две године је била на месту концертмајстора. Наступала је са многим оркестрима, а 2006. је на Песми Евровизије 2006. певала пратеће вокале Хари Мата Харију, тако да је представљала БиХ.
Сузана Динић (рођена 1. јуна 1986) је са шеснаест година уписала студије клавира на Факултету музичких уметности у Београду. Освојила је бројне награде на домаћим и међународним клавирским и певачким такмичењима.
Ивана Селаков (рођена 8. новембра 1978. у Београду) је одрасла у Сомбору. Завршила је нижу музичку школу, учествовала на многим фестивалима и певала је пратеће вокале бројним познатим музичарима као што су Здравко Чолић, Сергеј Ћетковић, Марија Шерифовић, Гоца Тржан и Светлана Ражнатовић.
Ивана Селаков и Ана Миленковић су напустиле бенд 2010. године, а Бојана Рацић и Марина Павловић су се придружиле.

## Евровизија 2007.
Када је Марија Шерифовић победила на Беовизији 2007. са песмом „Молитва“, аутори Владимир Граић и Саша Милошевић Маре су потражили девојке које ће на Песми Евровизије 2007. у Хелсинкију певати пратеће вокале Марији. Тако су карте за Финску добиле Ана Миленковић, Сања Богосављевић, Ксенија Милошевић, Ивана Селаков и Сузана Динић.
После више него успешне интерпретације и победе на Евровизији, ових пет девојака нико није заборавио. Чувени новинар лондонске телевизије Би-Би-Си Марк Севиџ је пет предивних девојака, које су тако добро певале и изгледале заједно с Маријом на сцени, у свом извештају назвао a chorus of bouffant beauty queens (хором невероватно лепих мисица). Граја и Маре, читајући овај текст на интернету, тог тренутка су одлучили да се исплати радити с овим саставом, и да ће оне носити име управо Бјути квинс.

## Рад групе
Уследила је прва заједничка песма, „Пет на један“, којом су Бјути Квинс дебитовале на Музичком фестивалу у Будви 2007. године и освојиле друго место, као и све симпатије присутних посетилаца и новинара, који им, по завршетку фестивала, буквално нису дали да напусте бекстејџ. Ускоро, песма постаје хит на скоро свим радио станицама. У августу 2007. учествују на фестивалу у Охриду, композицијом „Против срца“ и поново освајају друго место, али и прва места на многим топ-листама у Македонији. Велики успех у Хелсинкију донео им је велики број обожавалаца у Европи, тако да већ имају велики број фан клубова.
Наступ на Беовизији 2008. са песмом „Завет“ био је уједно и њихов трећи заједнички наступ. Иако су у полуфиналној вечери освојиле највећи број гласова, у финалној вечери су се нашле на трећем месту, док је победу однела Јелена Томашевић. Поред тога, значајно је да су том приликом освојиле ласкаву награду од ОГАЕ и тиме стекле право да представљају Србију на "Eurovision Second Chance" (Друга евровизијска шанса).
Био је најављен први студијски албум, који ће се паралелно појавити на српском и енглеском језику за светско тржиште, на јесен 2008. године. Тим који потписује овај албум је исти онај који је потписао и песму „Молитва“ - Владимир Граић и Саша Милошевић Маре.
Група је изводила своје песме у „Еуроклубу“, клубу у којем су се дружили и своје песме изводили представници на Песми Евровизије 2008. у Београду. Такође су се пре почетка такмичења упознале с португалском представницом Ванијом Фернандес.
Бјути квинс је учествовала на фестивалу Сунчане скале 2008. у Херцег Новом, са песмом „Ти или он“. На Беовизији 2009. су наступиле заједно са Оскаром и Ђорђем Марјановићем са песмом Суперстар Огњена Амиџића, Владимира Граића и Саше Милошевића Марета и освојиле 5. место са 12 поена. На фестивалу Сунчане скале 2010. године, наступале су са песмом Две исте и заузеле високо 5. место.
Избацују албум под називом Не могу те наћи, такође познат као Beauty Queens 2011. године.
Група се никад није званично распала али су након изласка њиховог последњег албума 2011. чланице групе престале да избацују нове песме. Све чланице групе су се фокусирале на своје соло каријере.

## Дискографија

### Албуми
- 2011: Не могу те наћи

### Синглови
- 2007: Пет на један
- 2007: Против срца
- 2008: Завет
- 2008: Ти или он
- 2009: Афродизијак
- 2009: Superstar (сa Оскаром и Ђорђем Марјановићем)
- 2010: Две исте

## Фестивали
- Molitva (kao prateći vokali Marije Šerifović), Evrovizija 2007, 1. mesto
- Pet na jedan, 14. Muzički Festival Budva '07
- Protiv srca, Ohridski Festival 2007
- Zavet, Beovizija 2008, 3. mesto
- Ti ili on, Sunčane skale 2008. - Pjesma Ljeta
- Superstar (sa Oskarom i Đorđem Marjanovićem), Beovizija 2009, 5. mesto
- Dve iste, Sunčane skale 2010 - Pjesma Ljeta